# Моронго Вали (Калифорнија)
Моронго Вали (енгл. Morongo Valley) насељено је место без административног статуса у америчкој савезној држави Калифорнија.

## Демографија
По попису из 2010. године број становника је 3.552, што је 1.623 (84,1%) становника више него 2000. године.
| Група             | 2000.         | 2010.         |
| Белци             | 1.676 (86,9%) | 2.809 (79,1%) |
| Афроамериканци    | 16 (0,8%)     | 40 (1,1%)     |
| Азијати           | 7 (0,4%)      | 31 (0,9%)     |
| Хиспаноамериканци | 180 (9,3%)    | 531 (14,9%)   |
| Укупно            | 1.929         | 3.552         |